# 진해화학
진해화학주식회사는 1965년부터 1998년까지 존재했던 대한민국의 화학비료 회사이다.

## 역사
- 1965년 - 회사설립
- 1966년 - 제4비료공장 준공
- 1987년 - 한일그룹에 인수, 민영화
- 1998년 - 폐업

## 같이 보기
- 한국종합화학공업
- 영남화학
- 한국비료공업
- 비료
- 한일그룹
- 사비선